# 안키케라톱스
안키케라톱스(Anchiceratops)는 백악기 후기, 약 7,200만 년에서 7,100만 년 전에 현재의 캐나다 앨버타주에 살던 케라톱스과 카스모사우루스아과 공룡의 멸종한 한 속이다. 안키케라톱스는 중간 정도 크기로 탄탄한 몸집을 가지고 있었으며 땅에서 살던 사족보행을 하던 초식 동물로 몸길이는 최고 5m 정도까지 자랐을 것으로 보인다. 두개골에는 눈 위쪽에 두 개의 긴 뿔이 있었고 코에도 짧은 뿔이 하나 있었다. 두개골의 프릴은 길고 네모난 모양으로 가장자리는 큰 삼각형 돌기로 장식되어 있었다. 10 개 이상의 두개골이 발견되었다.

## 어원
속명인 안키케라톱스는 "가까운 뿔 달린 얼굴"이라는 의미로 고대 그리스어로 "가깝다"는 의미인 "안키" (anchi, αγχι-) 와 "뿔"이라는 의미의 "케라스" (keras, κερας), 그리고 "얼굴"이라는 의미의 "옵스" (ops, ωψ)를 조합한 것이다.
안키케라톱스는 미국 고생물학자인 바넘 브라운이 1914년에 보고 및 명명하였으며 브라운은 이것이 모노클로니우스 및 트리케라톱스와 가까운 관계로 그 둘의 전이형태라고 보았으나 두개골 프릴의 발달은 트리케라톱스와 더 가깝다고 생각해서 속명을 "케라톱스와 가깝다"고 지은 것이다. 안키케라톱스 오르나투스가 모식종이자 유일한 종으로 프릴 가장자리에 장식이 있는 것에서 유래한 종명이다.

## 발견과 종

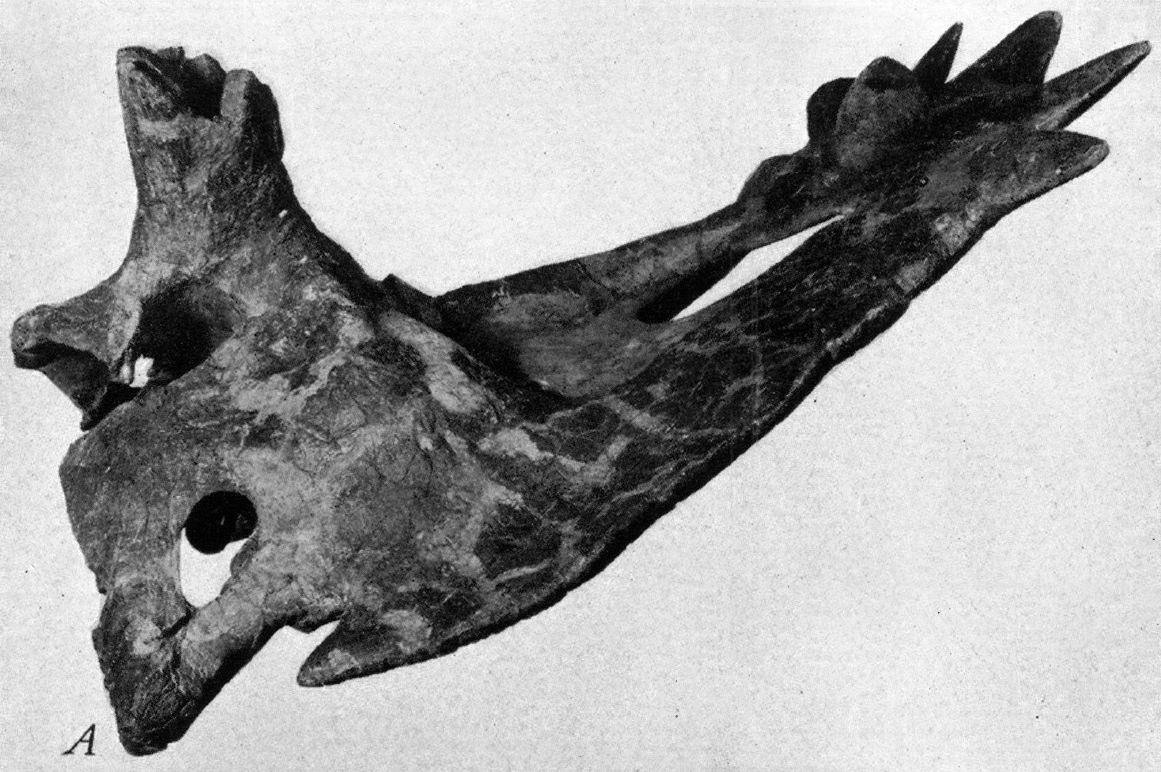
모식표본 AMNH 5251

안키케라톱스의 최초 표본은 캐나다 앨버타의 레드디어 강변에서 1912년 바넘 브라운이 이끈 탐험대에 의해 발견되었다. 완모식표본인 AMNH 5251은 긴 프릴을 포함한 두개골의 뒤쪽 절반이며, 그 외에 두 개의 두개골 일부가 같이 발견되어 AMNH 5259(부모식표본)과 AMNH 5273이 되었다. 이들 표본은 모두 뉴욕시의 미국 자연사박물관에 소장되어 있다. 찰스 M. 스턴버그가 모린에서 1924년에 발견한 완전한 두개골은 NMC 8535 가 되었고 5년 후인 1929년에 A. longirostris 로 보고되었으나, 지금은 보통 A. ornatus 의 동물이명으로 간주되고 있다. 전체적으로는 최소한 열 개 이상의 불완전한 두개골이 발견되었다. 이 두개골들은 각각의 비율이 달라서 (눈 위의 뿔심이라든가, 프릴의 크기 등) 연구자들은 이런 모양의 차이가 종간의 차이이거나 성적이형성의 결과라고 결론내리고 있다.
NMC 8547 (혹은 CMN 8547) 은 1925년에 스턴버그가 발견했는데 두개골은 없지만 그 외의 부분은 어떤 각룡류보다 가장 완전한 골격을 가지고 있어 마지막 미추에 이르기까지 척추뼈 전체가 보존되어 있다. 스턴버그의 이 표본은 현재 오타와에 위치한 캐나다 자연박물관에 소장되어 있다. NMC 8547 은 잘 보존된 몸통의 오른쪽 절반을 보여주며 NMC 8535 두개골의 캐스트를 더해 전시되어 있다. 그 후 앨버타의 뼈층에서 발견된 한두 개의 표본을 포함하여 안키케라톱스의 추가 표본들이 발견되었는데 기재까지 이루어진 것은 거의 없다.

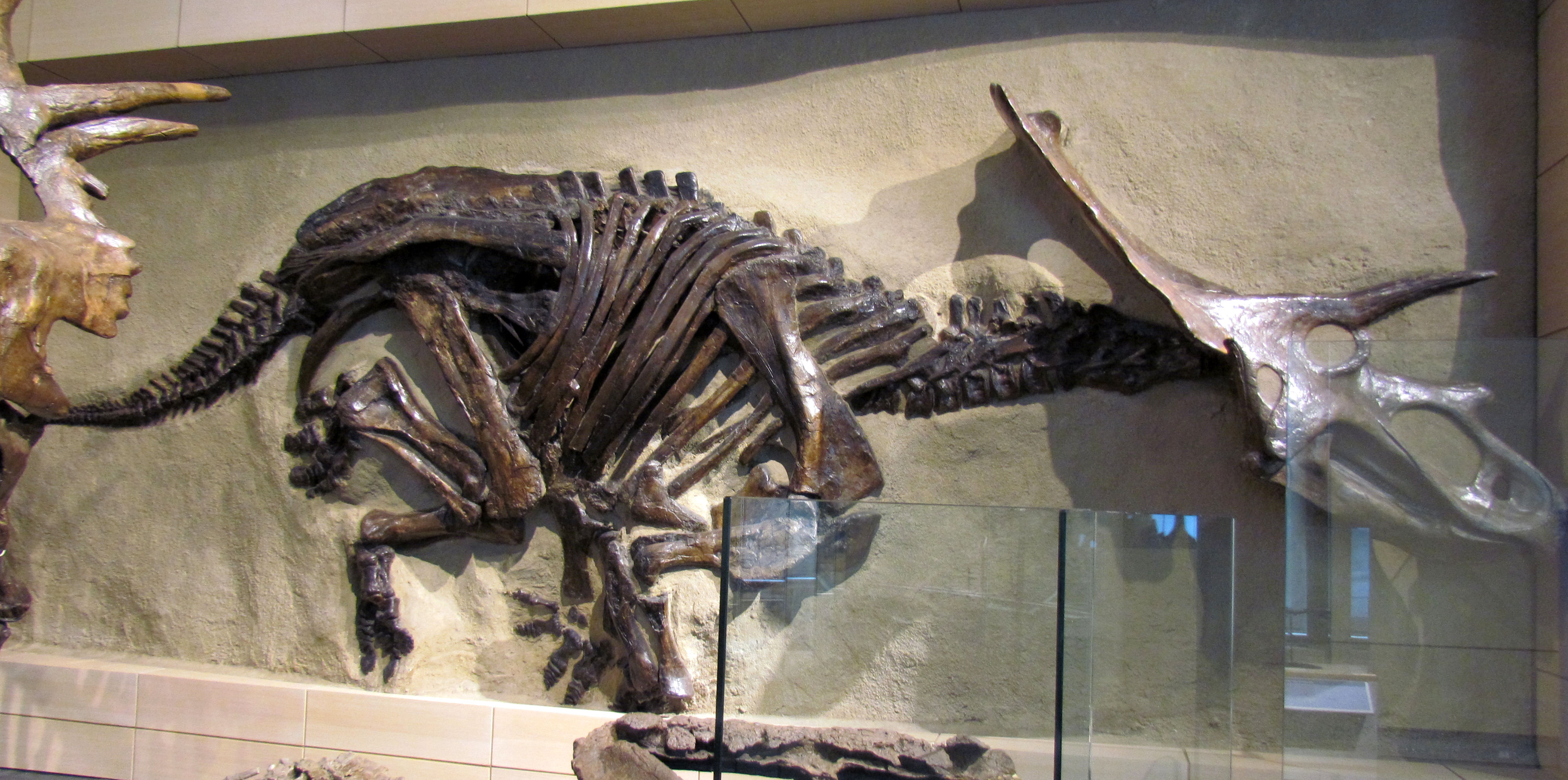
캐나다 자연박물관에 전시된 NMC 8547. 두개골은 NMC 8535 의 캐스트. NMC 8547 은 다른 분류군에 속할 가능성이 있다.

대부분의 안키케라톱스 화석은 앨버타 주의 백악기 후기 샹파뉴절 후기에 해당하는 호스슈캐년 층에서 발견되었다 (안키케라톱스 화석은 이 층의 더 아래부분에서도 발견되었으며 7250만년에서 7100만년 전의 연대를 가진다). 마스트리흐트절 초기의 미국 와이오밍 주 아몬드 층에서 발견된 프릴 조각이 안키케라톱스와 유사하다. 그보다 더 오래전인 올드맨 층과 공룡공원 층 (샹파뉴절 후기, 7650-7500만년 전) 두 장소에서 발견된 갈색 뿔조각 (NMC 9590 과 10645 표본) 과 프릴 조각 (표본 NMC 9813, 9814 그리고 9829) 은 안키케라톱스 프릴의 특징적인 형태를 보여주고 있다. 이들 화석은 초기 A. ornatus 의 화석이거나, 아니면 이와 연관된 두번째 종일 수도 있다. 앨버타 남서부 스캐비 버트 지역 세인트메리강 층의 육성퇴적층에서도 안키케라톱스 화석이 발견되었지만 어떤 종인지까지는 확인할 수 없었다.
2012년에 말론은 이전에 알려진 것보다 훨씬 더 많은 안키케라톱스의 화석이 수집되어 있다는 결론을 내렸다. 여기에는 거의 완전한 어린 개체의 두개골인 TMP 1983.001.0001, 거의 완전한 두개골 UW 2419, 주둥이가 없는 두개골 ROM 802, 주둥이를 제되한 두개골의 위쪽 부분 FMNH P15003, 외쪽 프릴인 CMN 11838, 프릴 조각인 CMN 12-1915, 프릴의 뒤쪽 가장자리인 UALVP 1618 등이 포함된다. 안키케라톱스 속에 대한 해묵은 논쟁들을 해결하기 위해 이 많은 화석들을 이용해 통계 분석을 통한 연구가 이루어질 수 있을 것이다.

## 분류

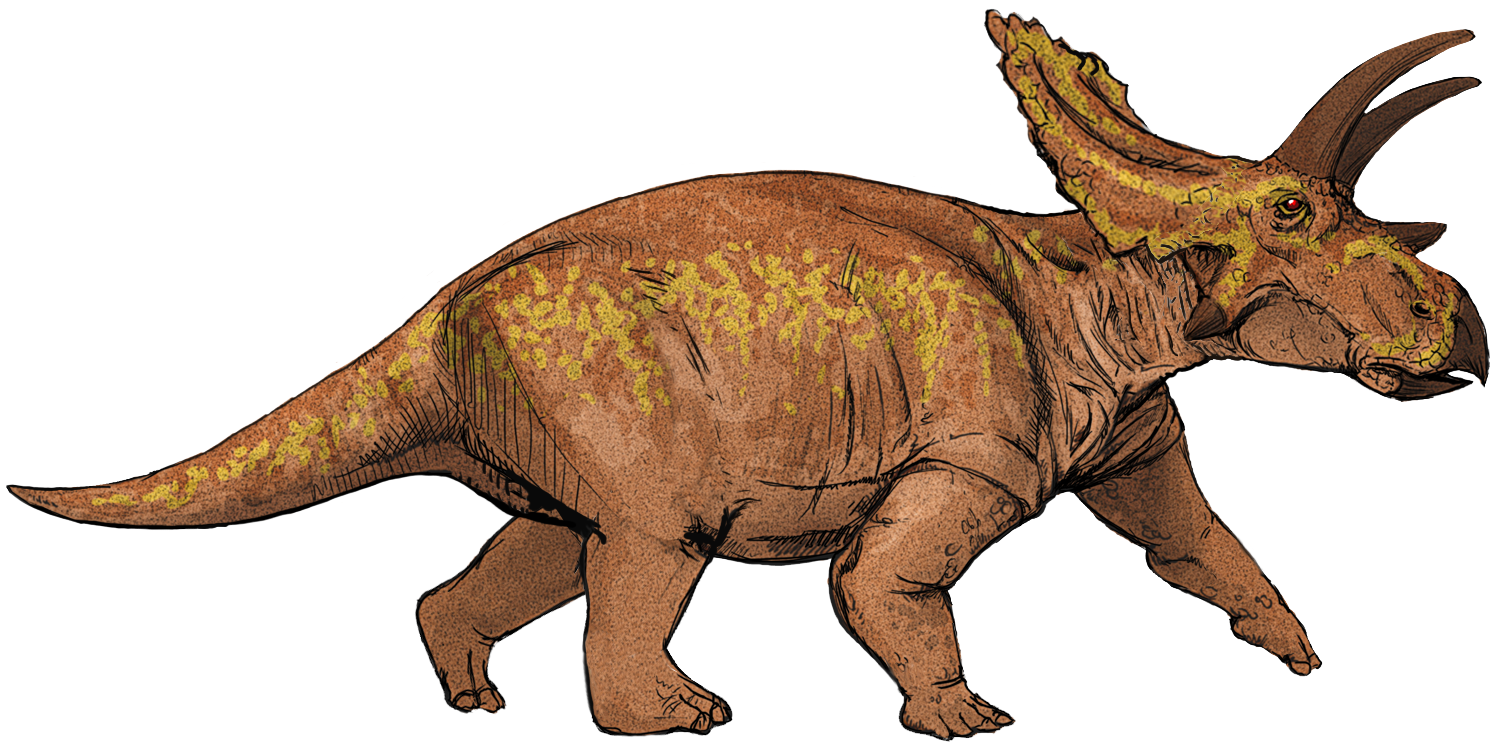
복원도

다른 케라톱스과 공룡과 마찬가지로 A. ornatus는 사족보행을 하는 초식동물로 얼굴에 세 개의 뿔과 앵무새같은 부리, 그리고 머리 뒤쪽으로 길게 뻗어 있는 프릴이 있었다. 다른 카스모사우루스아과 공룡들과 마찬가지로 눈 위의 뿔 두 개가 코뿔보다 길었다.
안키케라톱스는 중간 크기의 케라톱스과 공룡이었다. NMC 8547 표본을 제외한다면 안키케라톱스의 정확한 몸길이를 추정할 수 없다. 일부 대중과학서들은 안키케라톱스의 몸길이가 6m 에 달했을 것이라고 쓰고 있다. In 2010 Gregory S. Paul, on the assumption that specimen NMC 8547 represented Anchiceratops, estimated its length at 4.3 metres, its weight at 1.2 tonnes.

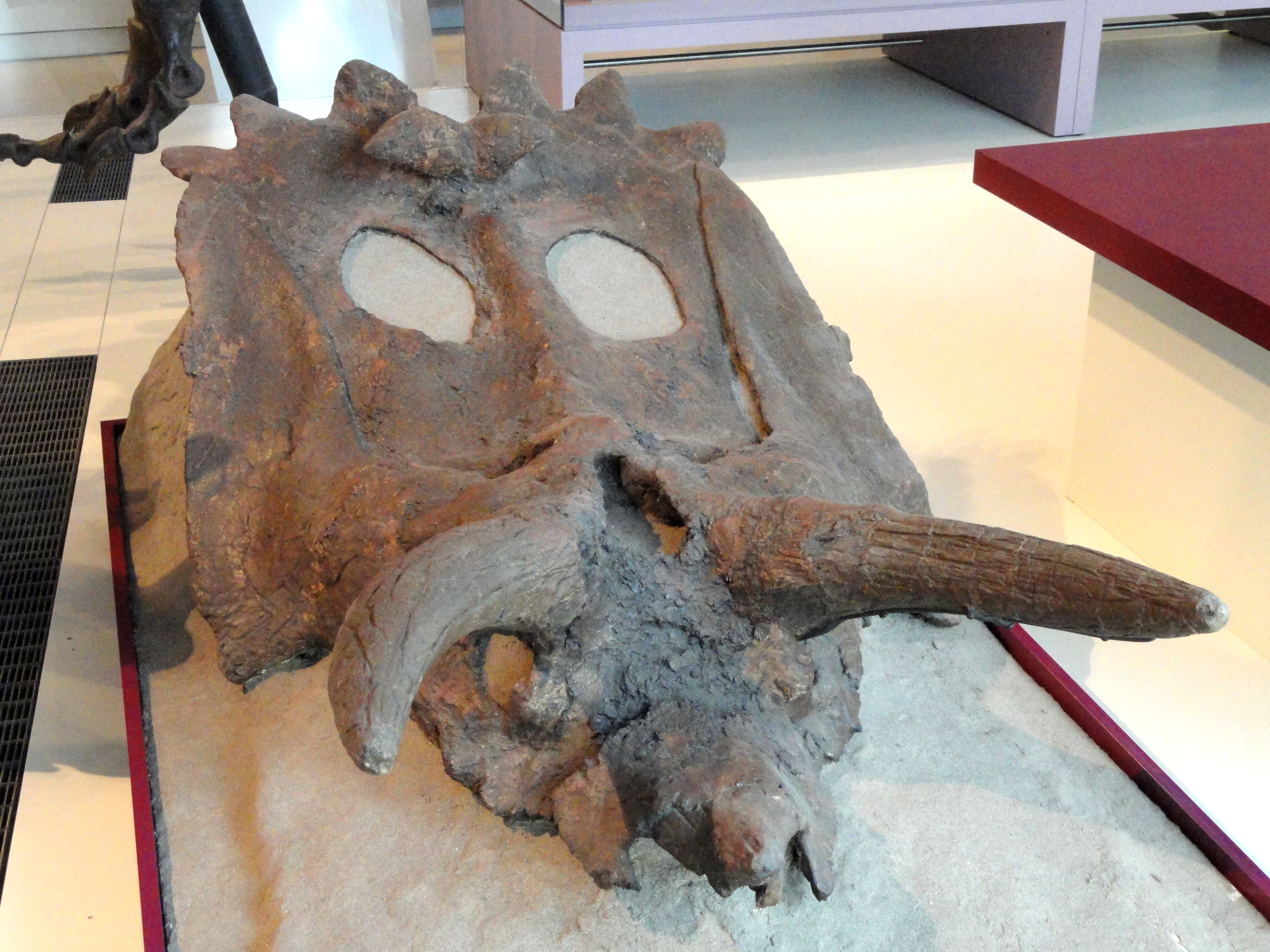
ROM 802 왕립 온타리오 박물관에 소장되어 있는 두개골

안키케라톱스의 프릴은 매우 특징적이다. 전체적으로 네모난 프릴의 가장자리에는 큼직한 뒤통수뼈뒷돌기 (epoccipitals), 즉 삼각형 골편 이 튀어나와 있는데, 유난히 넓고 굵직하다. 이 돌기들 중 일부는 프릴의 옆쪽을 이루는 비늘뼈에 있어 비늘뼈뒷돌기가 되는데 그 수는 다섯에서 아홉 개로 가변적이다. 비늘뼈뒷돌기 중 마지막 돌기는 상당히 커서 프릴의 뒤쪽 가장자리, 한 쪽에 세 개씩 있는 골편인 마루뼈뒷돌기들의 크기를 합친 것에 가깝다. 또 하나 특징적인 것은 프릴 중심선 양쪽, 프릴의 끝부분에 위치한 한 쌍의 뭉툭한 돌기다. 이 돌기들은 옆쪽을 향하고 있으며 모양과 크기는 개체별로 차이가 매우 크다. 마루뼈는 프릴의 중심선과 뒤쪽 가장자리를 구성하며 펜타케라톱스나 토로사우루스보다는 작은 "마루뼈 구멍"이 나있다. 프릴에는 위쪽과 아래쪽에 모두 핏줄이 지나가는 자리가 깊게 파여 있다.
NMC 8547 표본은 안키케라톱스의 몸통에 대한 전통적인 기재가 이루어진 표본인데, 카스모사우루스아과만 가지고 있는 특징들을 많이 보여준다. 척추는 74 개의 척추뼈로 구성되어 있다. 목뼈가 열 개, 등뼈 13 개, 천골 12 개, 꼬리뼈 39 개다. 전형적인 카스모사우루스아과 공룡은 12 개의 등뼈, 10 개의 천골, 그리고 최고 46 개의 꼬리뼈를 가진다. 말론은 하나로 합쳐진 여러 개의 천골인 신새크럼(synsacrum) 이 뒤쪽으로 이동했다고 보았다. NMC 8547 의 목은 유독 길어서 앞쪽 목뼈가 합쳐져 네 개의 신서비칼(syncervical)을 가지고 있다. 골반도 매우 길다. 꼬리는 짧다. 앞다리는 매우 견고했으며 위팔뼈의 세모가슴근융기(deltopectoral crest) 가 큰 것을 보면 근육이 두텁게 붙어 있었을 것으로 보인다.

## 계통발생
브라운은 1914년에 안키케라톱스를 각룡류로 분류했다. 1915년에 윌리엄 딜러 매튜는 안키케라톱스를 각룡류 내부의 케라톱스과로 좀 더 자세하게 분류했다. 같은 해에 로렌스 램인 이 속을 자신이 새로 만든 분류군인 "에오케라톱스아과" 로 분류했는데 여기에는 "에오케라톱스" (현재는 카스모사우루스), "디케라톱스", (현재는 네도케라톱스), 그리고 트리케라톱스가 포함되었다. 에오케라톱스아과"는 곧 사용되지 않는 분류군 이름이 되었다. 아이러니하게도 같은 논문에서 램은 카스모사우루스아과를 새로 만들었는데 안키케라톱스는 현재 이 카스모사우루스아과로 분류되고 있다. 시간이 흐르면서 럴의 1933년 논문과 로머의 1956년 논문, 러셀과 챔니의 1967년 논문, 몰나르의 1980년 논문 등이 안키케라톱스를 케라톱스과로 분류하는 것에 동의했다.
1990년에 피터 도드슨과 필 커리는 안키케라톱스를 카스모사우루스아과로 분류했다. 라이언과 동료들이 2010년 수행한 계통발생학적 분석은 이 분류를 뒷받침해주었다. 현대적인 분지학적 분석은 보통 안키케라톱스를 카스모사우루스아과 내에서 더 분화된 위치, 즉 카스모사우루스보다 아리노케라톱스에 더 가깝게 놓곤 한다. 말론의 2012년 연구에서는 안키케라톱스가 트리케라톱스보다 카스모사우루스에 더 가까운 것이라는 결론이 나와 안키케라톱스가 이전에 생각했던 것보다 덜 분화된 것임을 시사했다.
C. M. 스턴버그는 원래 더 작은 두개골 하나를 두개골의 크기와 가늘고 앞쪽으로 뻗은 뿔 때문에 새로운 종인 안키케라톱스 롱기로스트리스의 모식표본으로 지정하려 했다. 하지만 후대의 고생물학자들은 이 두개골의 크기와 형태가 A. ornatus에서 예상할 수 있는 변이의 범위 내에 들어온다고 보고 A. ornatus에 속할 것이라는 결론을 내렸다.
2010년에 말론은 프릴에서 볼 수 있는 몇몇 요소들 때문에 NMC 8547 표본이 안키케라톱스에 속한다고 분명히 말할 수 없다고 보고 해당 표본을 안키케라톱스 표본에서 제외시켰다. 관련종인 아리노케라톱스가 동일한 층에서 알려져 있으며 NMC 8547 표본과 유사한 프릴 표면 구조를 가지고 있다. 말론에 의하면 1925년에 C.M. 스턴버그가 이 표본을 안키케라톱스로 분류한 것은 그 해 3월에 아리노케라톱스가 보고되었다는 것을 모르고 있었기 때문이라고 한다. 만일 이것이 옳다면 분명히 안키케라톱스의 몸통에 해당하는 골격은 존재하지 않게 된다.

## 고생물학

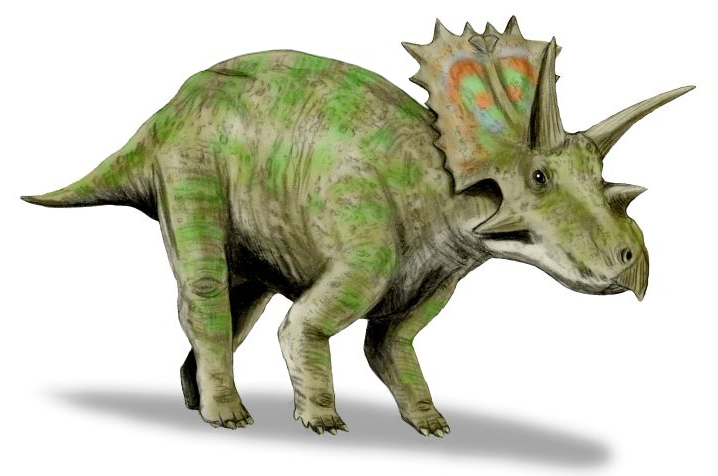
복원도

안키케라톱스는 이 지역의 다른 각룡류에 비하면 드물며 호스슈캐년 층과 공룡공원 층 양쪽 모두 보통 해양퇴적물 가까이에서 발견된다. 이것은 안키케라톱스가 다른 각룡류들은 살지 않는 강어귀쯤에 살았다는 의미일 수 있다. 속씨식물이 점차 흔해지긴 했지만 여전히 각룡류의 주된 먹이였던 침엽수, 소철, 그리고 양치류에 비하면 드물었다.
1914년에 브라운은 방어를 위한 기능만으로는 여러 분류군들 간의 차이를 설명할 수 없었기 때문에 안키케라톱스의 독특한 프릴 및 뿔의 형태는 성선택과 동종인식에 기인한 것이라고 주장했다. 1959년에 완 랭스턴 2세는 안키케라톱스가 반수생 생활을 했다고 주장했다. 긴 주둥이는 깊은 늪을 가로질러 걸을 때, 물 위에서 숨을 쉴 때 유용했으며 무거운 프릴은 부리를 위로 치켜세울 때 무게추처럼 작용했을 것이라고 보았다. 후대의 고생물학자들은 대부분의 공룡이 육상생활을 했다는 점을 들어 이 주장을 기각하는 경향이 있었으나 2012년에 말론은 다시 안키케라톱스가, 최소한 NMC 8547 표본은 현생 하마처럼 반수생 생활을 했을 수 있다고 주장했다. 이 주장이 사실일 경우 다리가 견고하고 근육이 많은 것을 설명해 줄 수도 있다. 말론은 짧은 꼬리가 헤엄치는 데 사용되지는 않았으리라는 점을 인정했다.
1990년에 토마스 레만은 A. longirostris 가 암컷의 두개골이며 안키케라톱스가 성적이형성을 보이는 속이라고 주장했다. 더 크고 더 견고하며 위쪽으로 향한 더 긴 뿔을 가진 안키케라톱스의 두개골은 수컷의 두개골로 간주되었다. 안키케라톱스 표본들에 대한 말론의 2012년 예비 통계분석에서 말론은 두개골 형태의 변이가 뚜렷하게 두 개로 나뉘지는 않으며 개체변이만을 보인다고 밝히고 이것이 두 개의 종이라는 가설을 기각했다. 마찬가지로 성적이형성에 대한 주장도 증명할 수 없었다.
2012년에 조단 콜 말론은 안키케라톱스 오르나투스가 한 종으로 보기에는 매우 긴 기간동안 살았다는 것을 지적했다. 다른 케라톱스과 종들은 보통 수십만년 정도 지속되었다. 몇 가지 가능한 설명으로는 연관종들 간의 경쟁이 적었다거나, 서부 내해 수로가 후퇴하면서 서식지 파편화가 덜해졌다거나, 더 잡식성이었다는 것 등이 있다.

## 고생태학

### 서식지

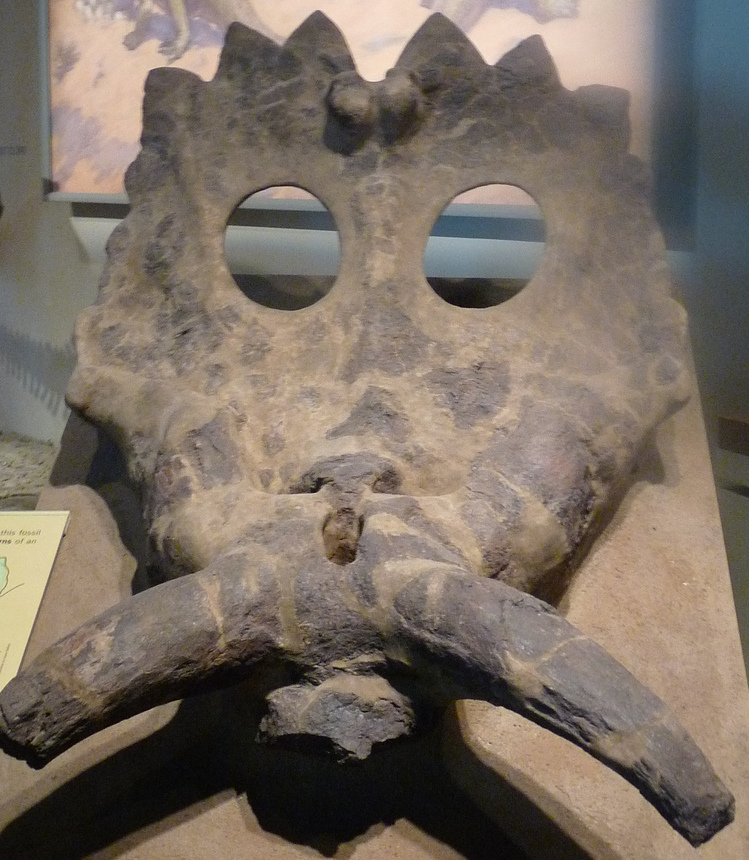
필드 박물관에 소장된 두개골 일부 FMNH P15003

호스슈캐년 층은 방사성동위원소 연대측정법에 의해 7400만년에서 6700만년의 연대를 가지는 것으로 알려졌다. 서부 내해 수로가 점차 후퇴하던 시기인 백악기 후기의 샹파뉴절과 마스트리흐트절에 퇴적된 지층이다. 호스슈캐년 층은 에드먼턴에 위치한 배틀 층과 화이트머드 층원을 포함하는 에드먼턴 층군(Edmonton Group)의 일부로 육성퇴적층이다. 공룡들이 살았던 계곡에는 고대의 사행천과 직강하천, 이탄 늪, 삼각주, 범람원, 해안 및 습지 등이 있었다. 해수면의 변화 때문에 호스슈캐년 층에서는 원해 및 근해 해양서식지 및 석호, 조간대 등 해안 서식지를 포함하여 다양한 환경을 볼 수 있다. 이 지역은 습도가 높고 따뜻하여 온대에서 아열대 기후에 해당한다. 샹파뉴절-마스트리흐트절 경계부 직전에 이 지역의 연평균기온과 강수량이 급격히 감소했다. 이 층에서 발견된 고욜ㅇ들은 에드먼턴 육상척추동물시대의 일부로 이 지층의 상부나 하부의 동물군과는 뚜렷하게 다르다.
안키케라톱스 표본은 7200-7100만년의 연대를 가지며 호스슈캐년 층 호스티프 층원의 일부인 첫번째 유닛의 상부에서 발견된다. 이 환경에는 안키케라톱스 외에도 마니랍토라 공룡인 에피키로스테노테스 쿠리에이, 오르니토미무스과 오르니토미무스 에드몬토니쿠스, 후두류 스파에로톨루스 에드몬토넨시스, 하드로사우루스과 에드몬토사우루스 레갈리스, 각룡류 파키리노사우루스 카나덴시스, 그리고 정확한 분류를 알 수 없는, 최상위 포식자였던 티라노사우루스과 공룡들도 함께 살았다. 이들 중 하드로사우루스류가 수적인 측면에서 가장 우세했으며 이 지역에 살던 전체 공룡의 수 중 절반 정도를 차지했다. 그 외에 안키케라톱스와 동시대에 호스슈캐년 층에서 발견되는 척추동물에는 파충류, 양서류 등이 있다. 상어, 가오리, 철갑상어, 보우핀, 가아, 그리고 가아와 비슷하게 생긴 아스피도린쿠스 등의 어류가 발견된다. 거북이나 악어 같은 파웇류는 호스슈캐년 층에서는 드문데, 이것은 당시 기후가 상대적으로 추웠기 때문인 것으로 생각된다. 하지만 퀴니와 동료들의 2013년 연구에서는 이전에 기후 탓이라고 생각되던 거북 다양성의 감소가 토양 유출 조건의 변화와 일치하며 습도, 경관의 불안정성 및 이주를 막는 장벽에 의해 제한되었음을 보였다. 해수에는 플레시오사우루스류인 레우로스폰딜루스가 살았고 담수환경에는 거북류와 캄프소사우루스 그리고 악어 비슷한 레이디오수쿠스 및 스탄게로캄프사 등이 살았다. 다구치류 및 초기 유대류 디델포돈 코이이도 살았다는 증거가 있다. 이 지역에서 발견되는 척추동물의 흔적화석으로는 수각류, 각룡류 및 조각류의 보행렬이 있어서 이들이 살았다는 것을 알려준다. 그 외에 해양 및 육상 무척추동물도 이곳 생태계의 일부를 구성하고 있었다.